# 胡隆
胡隆，又名胡龍，福建福州府闽县人，明朝政治人物，同進士出身。

## 生平
洪武二十年（1387年），丁卯科福建乡试中舉。洪武二十一年（1388年）聯捷戊辰科進士，歴官江西星子縣知县，選監察御史。